# Lois Abbingh
Lois Abbingh (Groningen, 13 augustus 1992) is een Nederlands handbalster die uitkomt in de Noorse Eliteserien voor Vipers Kristiansand. Sinds oktober 2009 maakt zij deel uit van het Nederlands team.

## Handbalcarrière
Abbingh komt uit een Gronings handbalnest. Opa Marten, de tantes Gieneke en Jeanine, moeder Diana en vader Jans deelden allemaal dezelfde passie: handbal. Abbingh begon met handballen bij V&S in haar geboorteplaats. Haar opleiding kreeg ze op de HandbalAcademie op Sportcentrum Papendal. In 2011 werd Abbingh met Jong Oranje tweede tijdens het Europees Kampioenschap tot 21 dat in dat jaar in eigen land werd gehouden. Zij was topscorer van dat toernooi.
Abbingh maakte in 2010 haar debuut in het nationaal seniorenteam. In hetzelfde jaar verruilde zij eredivisie club E&O Emmen voor het Duitse VfL Oldenburg in de Bundesliga. In 2014 ging ze spelen voor het Roemeense Baia Mare en in 2016 ging ze naar Issy Paris. Vanaf het seizoen 2018/19 speelt Abbingh voor het Russische Rostov-Don, dat o.a. uitkomt in de Champions League. Ze was hiermee de eerste Nederlandse handbalster die in de Russische competitie speelt. Vanaf het seizoen 2020/21 gaat Abbingh spelen in de Deense Damehåndboldligaen voor Odense Håndbold, waar ze een 3-jarig contract heeft getekend. Redenen voor Abbingh om de Russische competitie te verlaten zijn het zware reisschema in Rusland, het volle programma in de fysiek zware Russische competitie en de verre afstand tot familie in Nederland. Abbingh wordt bij Odense Håndbold ploeggenoot van haar beste vriendin en oud-ploeggenoot bij VfL Oldenburg Tess Wester en Nycke Groot, waarmee ze samen in het Nederlandse team heeft gespeeld.
Met Nederland nam zij deel aan de WK's in 2011, 2013 en 2015, 2017 en 2019. In 2015 en 2019 bereikte zij met Nederland de finale van het WK. In 2015 werd de finale verloren van Noorwegen, maar in 2019 werd Abbing met Nederland wereldkampioen. Zij werd op dat toernooi tevens topscorer.
In 2016 nam zij met het Nederlands team deel aan de Olympische Spelen. Doordat de wedstrijd om het brons verloren werd van de toenmalige wereldkampioen Noorwegen, eindigden ze op de vierde plaats. In 2019 scoorde zij in de laatste minuut van de finale tegen Spanje om het wereldkampioenschap  waardoor Nederland wereldkampioen werd.

## Onderscheidingen
- Topscorer van het wereldkampioenschap: 2019 (71 goals)
- Meest waardevolle speelster van de Russische Super League: 2018/19[13]
- All-Star Team linkeropbouw van het wereldkampioenschap: 2017
- Talent van het jaar van het Nederlands Handbal Verbond: 2011/12[14]
- Topscorer van het Europees kampioenschap onder 19: 2011 (65 goals)
- Topscorer van het wereldkampioenschap onder 18: 2010 (57 goals)
- All-Star Team linkeropbouw van het Europees Open onder 18: 2010
- Topscorer van het Europees Open onder 18: 2010 (53 goals)
- Linkeropbouwster van het jaar van de Eredivisie: 2009/10
- Talent van het jaar van de Eredivisie: 2009/10[15]
- Topscorer van de Eredivisie: 2009/10